# Sciurus
Sciurus é um gênero de roedores da família Sciuridae.

## Espécies
- Sciurus aberti (Woodhouse, 1853)
- Sciurus aestuans (Linnaeus, 1766)
- Sciurus alleni (Nelson, 1898)
- Sciurus anomalus (Güldenstaedt, 1785)
- Sciurus arizonensis (Coues, 1867)
- Sciurus aureogaster (F. Cuvier, 1829)
- Sciurus carolinensis (Gmelin, 1788)
- Sciurus colliaei (Richardson, 1839)
- Sciurus deppei (Peters, 1863)
- Sciurus flammifer (Thomas, 1904)
- Sciurus gilvigularis (Wagner, 1842)
- Sciurus granatensis (Humboldt, 1811)
- Sciurus griseus (Ord, 1818)
- Sciurus ignitus (Gray, 1867)
- Sciurus igniventris (Wagner, 1842)
- Sciurus lis (Temminck, 1844)
- Sciurus nayaritensis (J. A. Allen, 1890)
- Sciurus niger (Linnaeus, 1758)
- Sciurus oculatus (Peters, 1863)
- Sciurus pucheranii (Fitzinger, 1867)
- Sciurus pyrrhinus (Thomas, 1898)
- Sciurus richmondi (Nelson, 1898)
- Sciurus sanborni (Osgood, 1944)
- Sciurus spadiceus (Olfers, 1818)
- Sciurus stramineus (Eydoux e Souleyet, 1841)
- Sciurus variegatoides (Ogilby, 1839)
- Sciurus vulgaris (Linnaeus, 1758)
- Sciurus yucatanensis (J. A. Allen, 1877)